# Richard Cushing
Richard James Cushing (Boston, 24 de agosto de 1895 – Boston, 2 de noviembre de 1970) fue un sacerdote católico estadounidense. Fue arzobispo de Boston entre 1944 y 1970 y fue nombrado cardenal en 1958. Su principal actividad fue la de recaudar fondos para la construcción de iglesias, escuelas e instituciones católicas. A diferencia de su predecesor, mantuvo buenas relaciones con la élite bostoniana atenuando el tradicional conflicto entre la población católica irlandesa y la clase alta protestante. Armó y mantuvo buenas relaciones con judíos, protestantes e instituciones ajenas a la comunidad católica. Ayudó al entonces candidato John F. Kennedy a disipar los temores de interferencia papal en el gobierno estadounidense si él resultaba electo presidente. 
Su constante actividad hacía que se entrevistara con muchas personas durante toto el día dando, frecuentemente, largos discursos por las noches. No fue, sin embargo, tan eficiente en temas administrativos siendo que, cuando los costos aumentaban contaba con sus habilidades recaudadores para aumentar los ingresos en vez de gerenciar gastos. Era una persona divertida, informal y extrovertida. Parecía más un agradable policía irlandés que un miembro del alto clero. Su mayor debilidad, en retrospectiva, fue la sobre expansión ya que constantemente creaba nuevas instituciones que no podía sostener al largo plazo y que tuvieron que ser eliminadas por sus sucesores.

## Niñez y educación
Cushing nació en la zona denominada City Point en el vecindario de South Boston, el 24 de agosto de 1895. Hijo de Patrick Cushing y Mary Dahill, fue el tercero de cinco hijos. Sus padres eran inmigrantes irlandeses. Su padre era de Glanworth, Condado de Cork y su madre de Touraneena, Condado de Waterford. Su padre, que llegó a los Estados Unidos en 1880, trabajó como herrero y ganaba 18 dólares a la semana en los patios de reparación del sistema de transporte público Boston Elevated Railway.
Cushing cursó sus primeros estudios en la escuela Perry Public Grammar School en South Boston, toda vez que no había ningún colegio parroquial para varones en la parroquia Gate of Heaven (en inglés: Puerta del Cielo). Cushing abandonó la escuela secundaria en su primer año debido a su constante ausentismo. Luego ingresó al Boston College High School, una escuela preparatoria jesuita. Su primo, sacerdote católico de la arquidiócesis de Nueva York, pagó las pensiones de esa escuela de la que se graduó en 1913 recibiendo altas calificaciones en Latín y Griego. Cushing estuvo indeciso durante una temporada entre seguir la carrera religiosa o ingresar a la política. Originalmente quiso ser político e incluso ganó dinero participando en labores menores. Consideró dos veces unirse a los jesuitas, pero llegó a la conclusión de que "lo que lo emocionaba era la vida activa y no el apostolado". [cita requerida]
Ingresó al Boston College en 1913 y fue miembro de la primera promoción luego de la mudanza del colegio a Chestnut Hill. En esa institución, fue activo en la Sociedad de Debate Marquette y fue elegido vicepresidente de su clase de segundo año. Luego del hundimiento del RMS Lusitania en 1915, Cushing se enlistó en el Ejército de los Estados Unidos pero fue dado de baja luego de una semanas por padecer asma. Luego de asistir al Boston College por dos años, inició sus estudios para sacerdote en el Saint John's Seminary en Brighton en septiembre de 1915. Se le asignó continuar sus estudios en el Pontificio Colegio Norteamericano en Roma pero el aumento de la actividad de los U-Boote evitó que navegara el Atlántico.

## Sacerdocio
El 26 de mayo de 1921, Cushing fue ordenado sacerdote por el cardenal William O'Connell en la Catedral de la Santa Cruz. Su primera asignación fue un curato en la iglesia de San Patricio en Roxbury, donde permaneció por dos meses. Luego fue transferido a la iglesia de San Benedicto en Somerville. En 1922, se apareció sin anunciarse en la residencia del cardenal O'Connell para pedirle una asignación como misionero. El joven sacerdote declaró que quería "take heaven by storm" (en inglés: "tomar el cielo por la tormenta") O'Connell negó su petición y, en vez de ello, lo asignó como director asistente de la oficina de Boston de la Sociedad para la Propagación de la Fe, una organización dedicada a recaudar fondos para las misiones. Luego fue director de esa sociedad entre 1929 y 1944. Fue elevado a la categoría de monseñor el 14 de mayo de 1939.

## Carrera episcopal
El 10 de junio de 1939, después de que el obispo Francis Spellman fuera nombrado Arzobispo de Nueva York, Cushing fue nombrado, ante el pedido del cardenal O'Connell, como Obispo Auxiliar de Boston y obispo titular de Mela por el Papa Pio XII. Recibió su consagración episcopal el 29 de junio de parte del cardenal O'Connell en la Catedral de la Santa Cruz con los obispos John Bertram Peterson and Thomas Addis Emmet como consagradores. Cushing tomó como su lema episcopal: Ut Cognoscant Te (En latin: "Para que ellos te conozcan").
Como obispo auxiliar, Cushing continuó su labor como director de la Sociedad para la Propagación de la Fe y también fue nombrado pastor de la Iglesia del Sagrado Corazón en Newton Centre. Luego de la muerte del cardenal O'Connell en abril de 1944, sirvió como administrador apostólico de la diócesis.

### Arzobispo de Boston

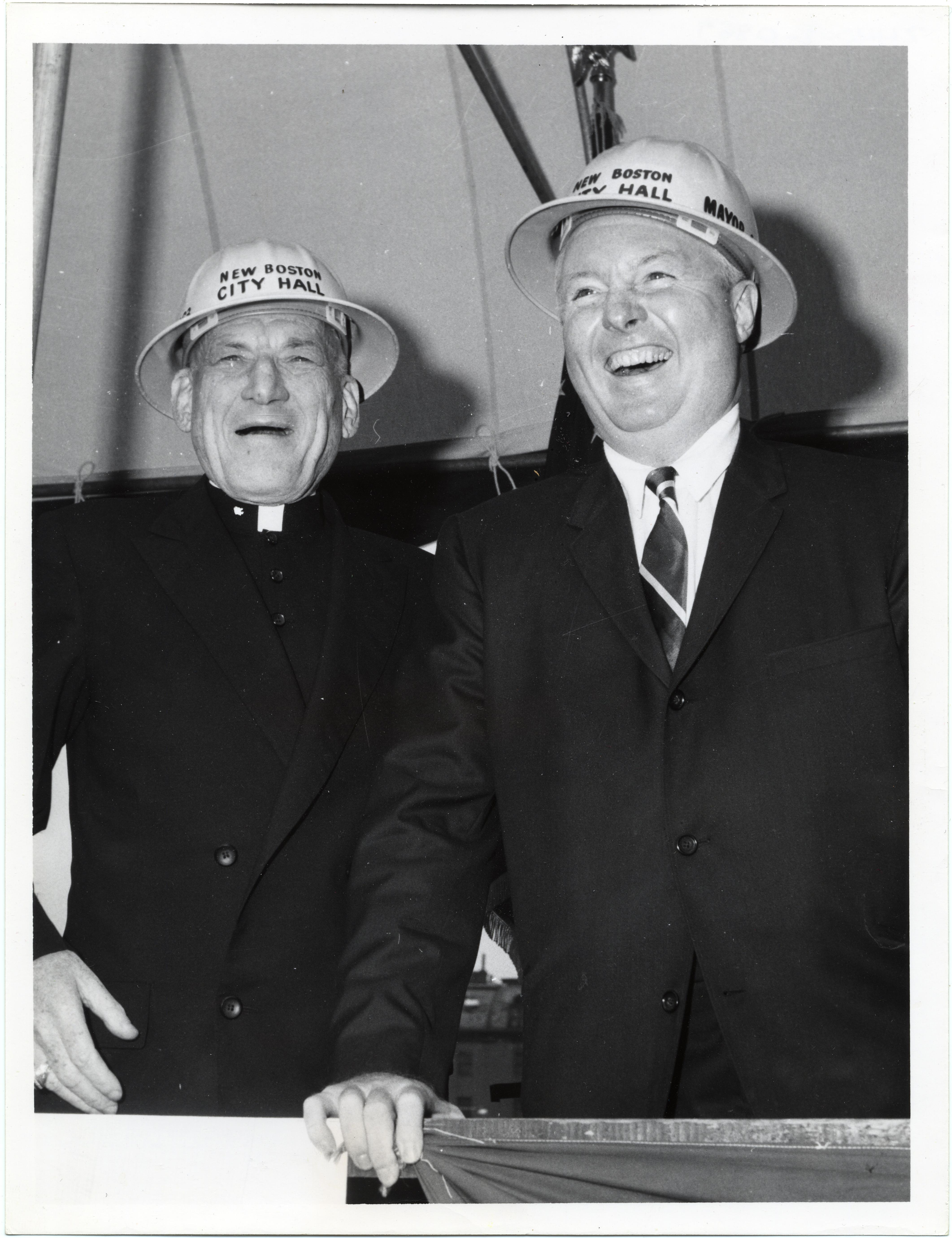
Cushing (izquierda) con el Alcalde de Boston John F. Collins en la puesta de la primera piedra del Ayuntamiento de Boston

Cushing fue nombrado como el tercer Arzobispo de Boston el 25 de septiembre de 1944 luego de la muerte del cardenal O'Connell y cumpliendo su pedido de que sea Cushing quien lo suceda. Durante su periodo, Boston vería la excomunión del sacerdote Leonard Feeney por su estricta interpretación de la doctrina católica de no hay salvación fuera de la Iglesia. Feeney se rehusó a dejar de lado su posición sin perjuicio que luego se reportó que tuvo una reconciliación con la Iglesia antes de su muerte.
Tras la muerte de Pio XII, Cushing publicó un conmovedor tributo. En 1959, Cushing publicó una biografía del papa mostrándolo como el "Papa de la Paz". Su trabajo contribuyó a hacer que la Iglesia Católica resultara aceptable a la población general en los momentos en los que el entonces sendoar John F. Kennedy hacía campaña para llegar a la Casa Blanca. Parte de su trabajo incluyó ir hacia los no católicos de Boston luego del "estilo muscular de involuctración al catolicismo que el cardenal O'Connell tuvo en su momento tanto en Boston como en Massachusetts". Cushing fue premiado por B’nai B’rith como "Hombre del año" en 1956 por "una vida de servicios distinguidos a la causa de la hermandad humana bajo Dios y en mayor reconocimiento de su gran liderazgo en los campos de la educación y las relaciones comunitarias." Mantuvo correspondencia con Robert E. Segal, logevo director ejecutivo del Consejo de Relaciones de la Comunidad Judía de Boston, quien tuvo un rol clave en las relaciones judeocatólicas en Boston. De la misma manera, Cushing mantuvo contacto cercano con Abram L. Sachar de la Universidad Brandeis. Desde el inicio de su labor como arzobispo de Boston, hubo un gran cambio en las relaciones entre la jerarquía del catolicismo bostoniano y el judaísmo, que anteriormente eran llevadas sobre la sospecha mutua. El autor James Carroll atribuyó esa mirada al matrimonio entre su hermana Dolly Cushing y el sastre local judío Dick Pearlstein en un tiempo en que ello era muy fuera de lo común. El obispo Cushing intervino en el otoño de 1955, en su programa de radio sobre el trabajo llevado a cabo en su diócesis por el Opus Dei. Esta intervención radiofónica se publicó en el diario diocesano The Pilot, con el título Archbishop Hails "Opus Dei" - Work of God.
Cushing fue nombrado Cardenal Presbítero de Santa Susana por decisión del papa Juan XXIII en el consistorio del 15 de diciembre de 1958. Fue uno de los cardenales electores en el cónclave papal de 1963 que eligió al papa Pablo VI. Fue amigo cercano de la familia Kennedy, celebró el matrimonio de John F. Kennedy y Jacqueline Lee Bouvier en 1953, en el cual también leyó una oración especial del papa Pio XII y bautizó a varios de los hijos de esa familia. Cushing hizo la oración de invocación en la investidura presidencial de John F. Kennedy en 1961. El cardenal también celebró la misa funeral del Presidente Kennedy en 1963 en la Catedral de San Mateo el Apóstol de Washington D. C. luego de su asesinato. El día anterior al funeral dio un elogio fúnebre televisado en honor del presidente. Posteriormente defendió a Jacqueline Kennedy luego de su matrimonio con Aristotle Onassis en 1968. Recibió una gran cantidad de correspondencia crítica y fue contradicho por la Santa Sede.

#### Biografía del Papa Pío XII
En 1959, Cushing publicó su único libro, una biografía del fallecido papa Pío XII. Es una biografía Hagiografía escrita poco después de la muerte del pontífice. Cushing lo mostró como el "Papa de la Paz" quien, armado sólo con los recursos espirituales de su oficio, triunfó sobre los ataques que buscaban destruir el centro del cristianismo.

### Concilio Vaticano Segundo
En el Concilio Vaticano Segundo (1962–65), Cushing jugó un rol vital en proyectar Nostra aetate, el documento que oficialmente absolvió a los judíos del cargo de deicidio. Sus comentarios durante los debates fueron acogidos en la versión final:

Debemos realizar la Declaración sobre los Judíos en una forma mucho más positiva, no tan tímida, pero más amorosa... Por nuestro linaje común nosotros, los hijos espirituales de Abraham , debemos guardar una reverencia especial y amor por los hijos carnales de Abraham. Como descendientes de Adán, ellos son nuestros parientes, como descendientes de Abraham son parientes de sangre de Cristo. 2. En lo que concierte a la culpa de los judíos por la muerte de nuestro Salvador, el rechazo al Mesías es, acuerdo a las escrituras, un misterio; un misterio que se nos ha dado para nuestra instrucción, no para nuestra auto exaltación... No podemos sentarnos y juzgar a los líderes de Israel; sólo Dios es juez. Mucho menos podemos condenar a generaciones posteriores de judíos con cualquier condena de culpa por la crucifixión del Señor Jesús, por la muerte del Salvador del mundo, distinta a la culpa que todos llevamos... En un lenguaje claro, debemos negar, entonces, que los judíos son culpables de la muerte de nuestro Salvador. Debemos condenar especialmente a aquellos que buscan justificar, como deudos cristianos, la discriminación, el odio de incluso la persecución de los judíos 3. Me pregunto, venerables hermanos, si no debemos reconocer humildemente ante el mundo entero que, a pesar de su raíz judía, los cristianos se han mostrado con mucha frecuencia como si no fueran verdaderos cristianos, como verdaderos seguidores de Cristo. ¿Cuántos (judíos) han sufrido in nuestros tiempos? ¿Cuántos han muerto porque los cristianos fueron indiferentes y guardaron silencio?... Si en los últimos años, no muchas voces cristianas fueran levantadas contra esas injusticias, al menos dejemos que las nuestras sean escuchadas con humildad.ref>Oesterreicher, pp. 197-98</ref>

Estuvo profundamente comprometido a implementar las reformas del Concilio y promover la renovación en la iglesia. En un gesto sin precedentes de ecumenismo, alentó a los católicos a apoyar las cruzadas de Billy Graham. Cushing condenó rotundamente el comunismo, particularmente el régimen de Josip Broz Tito en Yugoslavia.
Debido a una enfermedad avanzada, su renuncia como arzobispo de Boston fue aceptada el 8 de septiembre de 1970. A raíz de su renuncia, el senador Ted Kennedy declaró: "Durante setenta y cinco años, su vida ha sido un faro en un mundo que clama por iluminación. Nunca tendrá que rendir cuentas de su guardia ya que si su bondad no es conocida por Dios, jamás la será la de ninguno"

## Muerte
Menos de dos meses luego de su renuncia, el 2 de noviembre de 1970 (Día de los Fieles Difuntos), Cushing murió pacíficamente mientras dormía aquejado de cáncer en la residencia cardenalicia en Brighton, Massachusetts, a la edad de 75 años. Estuvo acompañado por su hermano y hermanas y su sucesor, el arzobispo Humberto Medeiros. Cushing fue enterrado en Hanover, Massachusetts en la Capilla Portiuncula en terrenos del Cardinal Cushing Centers.

## Miscelánea
- Cushing fue miembro de la NAACP.[cita requerida]
- Cushing fundó la Sociedad Misionera de Santiago Apóstol en 1958 para "atender las necesidades de los más pobres de los pobres en Sudamérica".[26]
- Cushing escribió el prólogo de la wrote the foreword for the Versión Revisada Estándar de la Biblia Católica y dio la orden de Imprimátur a la Biblia Anotada Oxford.

## Legado
- En 1947, fundó Santa Coletta del Mar (ahora Cardinal Cushing Centers en su honor) con patrocinio de las Hermanas de San Francisco de Asís.[27] La organización[28] continúa apoyando a individuos discapacitados de 6 años a más con campus en Hanover, Massachusetts y Braintree, Massachusetts y casas comunales a través de la costa sur de Massachusetts.
- El ahora cerrado Cardinal Cushing College, un colegio de mujeres en Brookline, Massachusetts, fue nombrado en su honor.
- En 1950, fundó el Hospital Bon Secours, hoy Holy Family Hospital and Medical Center, en Methuen, Massachusetts. Bajo su guía y liderazgo, el hospital se ha convertido en uno de los principales hospitales católicos en Massachusetts.
- La biblioteca del Emmanuel College Boston ha sido nombrada en su honor.
- El Boston College tiene dos edificios nombrados en su honor: Cushing Hall, un dormitorio para estudiantes de primer año en el Campus Newton y otro Cushing Hall, que aloja a la Escuela Connell de Enfermería.
- El Seminario de San Juan nombró su tercer salón de teología en honor del cardenal.
- El principal centro de estudiantes de Saint Anselm College en Goffstown, Nuevo Hampshire se llama "El Cardenal".
- En 1961 en Santa Cruz (Bolivia) brindó fondos para la construcción de dos escuelas: El Marista y otra que en un inicio fue el Instituto Cardenal Cushing y, en 1969, el Colegio Cardenal Cushing. Fue parte de la campaña estadounidense en Santa Cruz que incluyó propaganda, represión y el uso de la fe cristiana contra los campesinos indígenas. Cushing llevó a cabo un congreso eucarístico el 9 de agosto de 1961 e inauguró la estatua de Cristo Redentor.[29]